# Helem
 (février 2024).
Si vous disposez d'ouvrages ou d'articles de référence ou si vous connaissez des sites web de qualité traitant du thème abordé ici, merci de compléter l'article en donnant les références utiles à sa vérifiabilité et en les liant à la section « Notes et références ».
Helem (arabe : حلم) est une organisation libanaise à but non lucratif, fondée à Montréal (Québec) en 2004, avec une importante filiale en France. L'objectif de l'organisation est d'améliorer le statut légal et social des individus lesbiennes, gais, bisexuels et transgenres (LGBT) au Liban et au sein de la communauté libanaise à l'étranger. Le nom complet de Helem (en arabe : حماية لبنانية للمثليين (ḥimāya lubnāniya lil-mithliyīn)) se traduit en français par la « Société libanaise de protection des Homosexuels (lesbiennes, gais, bisexuels et transgenres) ». C'est le premier groupe de défense des questions LGBT dans le monde arabe, l'acronyme Helem signifie également « rêve » en arabe.

## Déclaration de mission
Helem mène un combat pacifique pour l'émancipation des droits des personnes LGBT au Liban, et lutte contre la discrimination sous toutes ses formes : juridique, sociale et culturelle.

## Identité
Helem (l'acronyme arabe de « Société libanaise pour la protection des lesbiennes, des homosexuels, des Bisexuels et des transsexuels ») est une organisation non gouvernementale à but non lucratif enregistrée au Québec (Canada) depuis le 11 février 2004. Tel que mentionné dans la constitution de la charte de Helem, son action englobe le Liban et le Canada. Helem a également établi des comités de soutien en France, en Australie, et aux États-Unis. Bien qu'elle se concentre sur la question des gais et lesbiennes, l'adhésion à Helem est ouverte à toute personne qui partage ses valeurs fondées sur la déclaration universelle des droits de l'Homme. Helem est également fortement opposé à n'importe quelle forme de discrimination ou de ségrégation, dans les services qu'elle offre ou dans le combat qu'elle mène.

## Objectifs
Le but premier de Helem est l'abrogation de l'article 534 du code pénal libanais qui punit « des rapports sexuels contre nature ». Cette loi est arbitrairement employée pour cibler la communauté LGBT en violant l'intimité de ses membres et en leur refusant même les droits humains les plus élémentaires. L'abrogation de cet article de loi permettra de réduire la persécution sociale dont est victime cette communauté. De plus, cela sera un pas en avant pour obtenir la pleine égalité que réclame la communauté gaie au Liban. L'autre objectif principal de Helem est de contrer l'épidémie de SIDA et des infections sexuellement transmissibles tout en préconisant la défense du droits des patients.

## Publications
1. Koutayeb mosh A'an el nabat : livre sur la santé sexuelle des personnes gais et lesbiennes.
2. Homophobie - le livre
3. Mythes et faits à propos de l’homosexualité
4. Connaissez vos droits (pamphlet)
5. Ohebohom Walaken (Aimez-les quand même !) : livre destinés aux familles des individus gais et lesbiennes.

## Activités
Le documentaire Libre de rêver, réalisé par Helem, décrit, par les témoignages d'hommes et de femmes arabes vivant à Montréal, la situation des arabophones aux prises avec l'homophobie,.